# Golden State Warriors
Golden State Warriors – amerykański klub koszykarski uczestniczący w rozgrywkach ligi NBA (Dywizja Pacyficzna w Konferencji Zachodniej) z siedzibą w San Francisco. Siedmiokrotni mistrzowie ligi w: 1947, 1956, 1975, 2015, 2017, 2018 i 2022 Mecze domowe rozgrywają w Chase Center.
Dwóch koszykarzy występujących w zespole zdobywało tytuł MVP sezonu regularnego – Wilt Chamberlain w 1960 oraz Stephen Curry w 2015 i 2016.

## Historia
W latach 1946–1962 klub mieścił się w Filadelfii w stanie Pensylwania. W 1962 został przeniesiony do San Francisco, gdzie rezydował do 1971. Następnie jego siedzibą stało się Oakland, w stanie Kalifornia. Jest jednym z trzech zespołów, obok Boston Celtics i New York Knicks, istniejących od początków założenia ligi w 1946, jeszcze jako Basketball Association of America (BAA).
Warriors zdobywali pięciokrotnie mistrzostwo NBA. W 1947, jeszcze w ramach ligi BAA, w 1956 – jako Philadelphia Warriors oraz w 1975, już jako Golden State Warriors. W finale pokonali wtedy Washington Bullets 4-0. Do mistrzostwa klub poprowadzili Rick Barry i Jamaal Wilkes. Ostatni tytuł wywalczyli w 2022, pokonując w finale Boston Celtics 4-2.
2 marca 1962, zawodnik Warriors, Wilt Chamberlain, zdobył 100 punktów w meczu przeciwko New York Knicks, co jest do dziś rekordem rozgrywek NBA.
25 listopada 2015 w meczu przeciwko Los Angeles Lakers odnieśli 16 zwycięstwo z rzędu od początku rozgrywek, czym poprawili dotychczasowy rekord NBA należący do Washington Capitols (sezon 1948/49) oraz Houston Rockets (sezon 1993/94). Rekord ten wyśrubowali do liczby 24 – 12 grudnia 2015 pokonując na wyjeździe po dwóch dogrywkach drużynę Boston Celtics. Pierwszymi pogromcami wojowników w sezonie 2015/16 okazali się następnego dnia Milwaukee Bucks.
8 marca 2016 w meczu sezonu zasadniczego przeciwko Orlando Magic odnieśli 45 kolejne zwycięstwo we własnej hali czym poprawili dotychczasowy rekord NBA należący do Chicago Bulls z lat 1995–1996. Ostatecznie ich seria została zakończona na 54 zwycięstwach 2 kwietnia 2016 przez Boston Celtics.
26 marca 2016 w meczu przeciwko Dallas Mavericks na 10 spotkań przed końcem rozgrywek sezonu zasadniczego pobili rekord Houston Rockets z sezonu 2014/2015 w liczbie celnych rzutów za 3 punkty oddając 938 takich rzutów (poprzedni rekord 933).
11 kwietnia 2016 w meczu przeciwko San Antonio Spurs wyrównali historyczny rekord 72 zwycięstw w sezonie zasadniczym należący do Chicago Bulls z mistrzowskiego sezonu 1995/96, jednocześnie przerwali serię gospodarzy 48 kolejnych zwycięstw na własnym parkiecie oraz zaprzepaścili ich szanse na stanie się pierwszą drużyną w historii NBA, która by wygrała wszystkie mecze we własnej hali w sezonie zasadniczym.
3 dni potem, 14 kwietnia w meczu kończącym sezon zasadniczy, odnieśli zwycięstwo nad Memphis Grizzlies dzięki czemu ustanowili nowy rekord z bilansem 73:9.
W sezonie 2015/2016 jako pierwsza drużyna w historii NBA przekroczyli liczbę 1000 celnych rzutów za 3 kończąc sezon zasadniczy z 1077 rzutami dystansowymi na koncie.
W sezonie 2015/2016 zanotowali 28,9 asysty na mecz co jest najlepszym osiągnięciem od czasów mistrzowskich Chicago Bulls z sezonu 1991/1992.
W sezonie 2015/2016 w finale Konferencji Zachodniej przeciwko Oklahoma City Thunder wygrali rywalizację od stanu 1-3 i tym samym stali się pierwszą drużyną w historii NBA, która dokonała tej sztuki w finale Zachodu.
11 czerwca 2016 w meczu numer 4 przeciwko Cleveland Cavaliers ustanowili rekord finałów NBA w liczbie celnych rzutów za 3 punkty na poziomie 17.
W sezonie 2016/2017 Golden State Warriors dotarli do fazy Play-off będąc na pierwszym miejscu konferencji zachodniej. Do finału klub nie poniósł żadnej porażki. Ostatecznie wojownicy sięgnęli po mistrzostwo ligi, pokonując w finale Cleveland Cavaliers 4-1. W sezonie 2017/2018, podczas play-off wygrywali niekiedy 4:0. W finale po raz kolejny grali z Cleveland Cavaliers, których pokonali 4:0. Ostatni raz w finale takiej sztuki dokonali San Antonio Spurs w 2007. Wtedy ich rywalem także był zespół z Cleveland.
W 2019 klub został przeniesiony do San Francisco.

## Nazwa
„Golden State” to popularne określenie Kalifornii, wywodzące się z okresu gorączki złota.

## Zawodnicy

### Kadra w sezonie 2023/2024
Stan na 26 lutego 2024
| Nr | Poz. | Nar.                          | Nazwisko i imię       | Data urodzenia | Wzrost | Masa ciała |
| -- | ---- | ----------------------------- | --------------------- | -------------- | ------ | ---------- |
| 30 | PG   | Stany Zjednoczone             | Curry, Stephen        | 1988-03-14     | 188 cm | 84 kg      |
| 12 | C    | Hiszpania                     | Garuba, Usman         | 2002-03-09     | 203 cm | 104 kg     |
| 23 | PF   | Stany Zjednoczone             | Green, Draymond       | 1990-03-04     | 198 cm | 104 kg     |
| 32 | PF   | Stany Zjednoczone             | Jackson-Davis, Trayce | 2000-02-22     | 206 cm | 111 kg     |
| 00 | PF   | Demokratyczna Republika Konga | Kuminga, Jonathan     | 2002-10-06     | 201 cm | 102 kg     |
| 5  | C    | Stany Zjednoczone             | Looney, Kevon         | 1996-02-06     | 206 cm | 101 kg     |
| 4  | SG   | Stany Zjednoczone             | Moody, Moses          | 2002-05-31     | 196 cm | 96 kg      |
| 3  | PG   | Stany Zjednoczone             | Paul, Chris           | 1985-05-06     | 183 cm | 79 kg      |
| 0  | SF   | Stany Zjednoczone             | Payton II, Gary       | 1992-12-01     | 188 cm | 88 kg      |
| 2  | SG   | Stany Zjednoczone             | Podziemski, Brandin   | 2003-02-25     | 193 cm | 93 kg      |
| 25 | SG   | Dominikana                    | Quiñones, Lester      | 2000-11-16     | 193 cm | 94 kg      |
| 18 | SG   | Stany Zjednoczone             | Robinson, Jerome      | 1997-02-22     | 196 cm | 86 kg      |
| 15 | SG   | Brazylia                      | Santos, Gui           | 2002-06-22     | 198 cm | 84 kg      |
| 20 | C    | Chorwacja                     | Šarić, Dario          | 1994-04-08     | 208 cm | 102 kg     |
| 61 | PG   | Stany Zjednoczone             | Spencer, Pat          | 1996-07-04     | 191 cm | 93 kg      |
| 11 | SG   | Stany Zjednoczone             | Thompson, Klay        | 1990-02-08     | 198 cm | 100 kg     |
| 22 | SF   | Kanada                        | Wiggins, Andrew       | 1995-02-23     | 201 cm | 89 kg      |

Trener:  Steve Kerr
 Asystenci: Ron Adams • Kenny Atkinson • Chris DeMarco • Bruce Fraser • Kris Weems

## Trenerzy
- Edward Gottlieb 1946–1955
- George Senesky 1955–1958
- Al Cervi 1958–1959
- Neil Johnston 1959–1961
- Frank McGuire 1961–1962
- Bob Feerick 1962–1963
- Alex Hannum 1963–1966
- Bill Sharman 1966–1968
- George Lee 1968–1970

- Al Attles 1970–1980
- Johnny Bach 1980
- Al Attles 1980–1983
- Johnny Bach 1983–1986
- George Karl 1986–1988
- Ed Gregory 1988
- Don Nelson 1988–1995
- Bob Lanier 1995
- Rick Adelman 1995–1997

- P.J. Carlesimo 1997–1999
- Garry St. Jean 1999–2000
- Dave Cowens 2000–2001
- Brian Winters 2001–2002
- Eric Musselman 2002–2004
- Mike Montgomery 2004–2006
- Don Nelson 2006–2010
- Keith Smart 2010–2011
- Mark Jackson 2011–2014
- Steve Kerr od 2014

## Zastrzeżone numery
| Golden State Warriors zastrzeżone numery |                  |         |                  |
| Nr.                                      | Imię i nazwisko  | Pozycja | Lata gry         |
| 13                                       | Wilt Chamberlain | C       | 1959–65          |
| 14                                       | Tom Meschery     | PF      | 1961–71          |
| 16                                       | Al Attles        | PG      | 1960–71          |
| 17                                       | Chris Mullin     | SF      | 1985–97, 2000–01 |
| 24                                       | Rick Barry       | SF      | 1965–67, 1972–78 |
| 42                                       | Nate Thurmond    | C       | 1963–74          |

### Włączeni do Basketball Hall of Fame
- 11 Paul Arizin
- 24 Rick Barry
- 13 Wilt Chamberlain
- 10 Joe Fulks
- 14 Tom Gola
- 6 Neil Johnston
- 30 Bernard King

- 16 Jerry Lucas
- 17 Chris Mullin
- 00 Robert Parish
- 17 Andy Phillip
- 50 Ralph Sampson
- 42 Nate Thurmond
- 41 Jamaal Wilkes

- trener i właściciel zespołu Edward Gottlieb
- trener Don Nelson

## Areny
- Philadelphia Arena (1946–62)
- Philadelphia Convention Hall (1952–1962)
- Cow Palace (1962–64, 1966–71 oraz 2 spotkania finałów 1975)
- San Francisco Civic Auditorium (1964–1966)
- USF War Memorial Gymnasium (1964–66)
- San Diego Sports Arena (1971–1972 – 6 spotkań)
- San Jose Arena (obecnie SAP Center) (1996–1997)
- Coliseum Arena/The Arena in Oakland/Oracle Arena (1966–1967, 1971–1996, 1997–2019)
- Chase Center (od 2019)

## Nagrody i wyróżnienia

### Sezon
MVP
- Wilt Chamberlain – 1960
- Stephen Curry – 2015, 2016

MVP Finałów
- Rick Barry – 1975
- Andre Iguodala – 2015
- Kevin Durant – 2017, 2018
- Stephen Curry - 2022

Obrońca Roku
- Draymond Green – 2017

Debiutanci Roku
- Woody Sauldsberry – 1958
- Wilt Chamberlain – 1960
- Rick Barry – 1966
- Jamaal Wilkes – 1975
- Mitch Richmond – 1989
- Chris Webber – 1994

Największy Postęp Sezonu
- Gilbert Arenas – 2003
- Monta Ellis – 2007

Menedżerowie Roku
- Dick Vertlieb – 1975
- Bob Myers – 2015, 2017

Trenerzy Roku
- Alex Hannum – 1964
- Don Nelson – 1992
- Steve Kerr – 2016

I skład NBA
- Joe Fulks – 1947–1949
- Howie Dallmar – 1948
- Paul Arizin – 1952, 1956, 1957
- Neil Johnston – 1953–1956
- Wilt Chamberlain – 1960–1962, 1964
- Rick Barry – 1966, 1967, 1974–1976
- Chris Mullin – 1992
- Latrell Sprewell – 1994
- Stephen Curry – 2015, 2016, 2019, 2021
- Kevin Durant – 2018

II skład NBA
- Joe Fulks – 1951
- Andy Phillip – 1952, 1953
- Jack George – 1956
- Neil Johnston – 1957
- Tom Gola – 1958
- Paul Arizin – 1959
- Wilt Chamberlain – 1963
- Rick Barry – 1973
- Phil Smith – 1976
- Bernard King – 1982
- Chris Mullin – 1989, 1991
- Tim Hardaway – 1992
- Stephen Curry – 2014, 2017, 2022
- Draymond Green – 2016
- Kevin Durant – 2017, 2019

III skład NBA
- Chris Mullin – 1990
- Tim Hardaway – 1993
- David Lee – 2013
- Klay Thompson – 2015, 2016
- Draymond Green – 2017
- Stephen Curry – 2018

I skład debiutantów NBA
- Nate Thurmond – 1964
- Fred Hetzel – 1966
- Rick Barry – 1966
- Jamaal Wilkes – 1975
- Gus Williams – 1976
- Larry Smith – 1981
- Joe Barry Carroll – 1981
- Mitch Richmond – 1989
- Tim Hardaway – 1990
- Billy Owens – 1992
- Chris Webber – 1994
- Joe Smith – 1996
- Marc Jackson – 2001
- Jason Richardson – 2002
- Stephen Curry – 2010
- Klay Thompson – 2012
- Harrison Barnes – 2013
- Eric Paschall – 2020

II skład debiutantów NBA
- Latrell Sprewell – 1993
- Donyell Marshall – 1995
- Antawn Jamison – 1999

I skład defensywny NBA
- Nate Thurmond – 1969, 1971
- Andre Iguodala – 2014
- Draymond Green – 2015–2017, 2021

II skład defensywny NBA
- Rudy LaRusso – 1969
- Nate Thurmond – 1972–1974
- Phil Smith – 1976
- Jamaal Wilkes – 1976, 1977
- E.C. Coleman – 1978
- Latrell Sprewell – 1994
- Andrew Bogut – 2015
- Draymond Green – 2018, 2019, 2022
- Klay Thompson – 2019

### All-Star Weekend
Nominowani do meczu gwiazd
- Paul Arizin – 1951, 1952, 1955–1962
- Andy Phillip – 1951–1952
- Joe Fulks – 1951–1952
- Neil Johnston – 1953–1958
- Woody Sauldsberry – 1959
- Tom Gola – 1960–1962
- Wilt Chamberlain – 1960–1965
- Tom Meschery – 1963
- Guy Rodgers – 1963, 1964, 1966
- Nate Thurmond – 1965–1968, 1970, 1973, 1974
- Rick Barry – 1966, 1967, 1973–1978
- Clyde Lee - 1968
- Rudy LaRusso – 1968, 1969
- Jeff Mullins – 1969–1971
- Jerry Lucas – 1969, 1971

- Cazzie Russell – 1972
- Jamaal Wilkes – 1976
- Phil Smith – 1976, 1977
- Bernard King - 1982
- Sleepy Floyd – 1987
- Joe Barry Carroll – 1987
- Chris Mullin – 1989–1993
- Tim Hardaway – 1991–1993
- Latrell Sprewell – 1994, 1995, 1997
- David Lee – 2013
- Stephen Curry – 2014–2019, 2021–2024
- Klay Thompson – 2015–2019
- Draymond Green – 2016–2018, 2022
- Kevin Durant – 2017–2019
- Andrew Wiggins – 2022

MVP meczu gwiazd
- Paul Arizin – 1952
- Wilt Chamberlain – 1960
- Rick Barry – 1967
- Kevin Durant – 2019
- Stephen Curry – 2022

MVP Rookie Challenge
- Jason Richardson – 2002
- Gilbert Arenas – 2003

Zwycięzcy konkursu wsadów
- Jason Richardson – 2002, 2003

Zwycięzcy konkursu rzutów za 3 punkty
- Stephen Curry – 2015, 2021
- Klay Thompson – 2016

Zwycięzcy Skills Challenge
- Stephen Curry - 2011

Trenerzy All-Star
- Alex Hannum – 1965
- Bill Sharman – 1968
- Al Attles – 1975, 1976
- Don Nelson – 1992
- Steve Kerr – 2015, 2017

Uczestnicy Rookie Challenge
- Chris Webber – 1994
- Clifford Rozier – 1995
- Joe Smith – 1996
- Antawn Jamison – 2000
- Marc Jackson – 2001
- Jason Richardson – 2002, 2003
- Troy Murphy – 2003
- Gilbert Arenas – 2003
- Monta Ellis – 2007
- Anthony Morrow – 2010
- Stephen Curry – 2010, 2011
- Harrison Barnes – 2013, 2014
- Klay Thompson – 2013
- Eric Paschall – 2020
- Mychal Mulder – 2021
- James Wiseman – 2021
- Jonathan Kuminga – 2022
- Brandin Podziemski – 2024

## Statystyki

### Statystyczni liderzy NBA
Liderzy strzelców
- Stephen Curry – 2016
- Rick Barry – 1967
- Wilt Chamberlain – 1960–1964
- Paul Arizin – 1952, 1957
- Neil Johnston – 1953–1955
- Joe Fulks – 1947

Liderzy w zbiórkach
- Wilt Chamberlain – 1960–1963
- Neil Johnston – 1955

Liderzy w asystach
- Guy Rodgers – 1963
- Andy Phillip – 1951–1952
- Howie Dallmar – 1948

Liderzy w przechwytach
- Stephen Curry – 2016
- Baron Davis – 2007
- Rick Barry – 1975

Liderzy w blokach
- Manute Bol – 1989

Liderzy w skuteczności rzutów z gry
- Andris Biedrins – 2008
- Chris Gatling – 1995
- Wilt Chamberlain – 1961, 1963
- Neil Johnston – 1953, 1956–1957
- Paul Arizin – 1952

Liderzy w skuteczności rzutów wolnych
- Rick Barry – 1973, 1975–1976, 1978
- Mark Price – 1997
- Joe Fulks – 1951
- Stephen Curry – 2015, 2016

Liderzy w skuteczności rzutów za 3 punkty
- Anthony Morrow – 2009

### Liderzy wszech czasów klubu
Sezon regularny
(Stan na 15 lutego 2017, a na podstawie)
| Kategoria                      | Zawodnik         | Statystyki |
| ------------------------------ | ---------------- | ---------- |
| Gry                            | Chris Mullin     | 807        |
| Minuty                         | Nate Thurmond    | 30735      |
| Punkty                         | Wilt Chamberlain | 17783      |
| Zbiórki                        | Nate Thurmond    | 12771      |
| Asysty                         | Guy Rodgers      | 4855       |
| Przechwyty                     | Chris Mullin     | 1360       |
| Bloki                          | Adonal Foyle     | 1140       |
| Straty                         | Chris Mullin     | 2110       |
| Faule                          | Paul Arizin      | 2764       |
| Celne rzuty z gry              | Wilt Chamberlain | 7216       |
| Oddane rzuty z gry             | Rick Barry       | 14392      |
| Skuteczność rzutów z gry       | Andris Biedrins  | 59,5       |
| Celne rzuty za 3 punkty        | Stephen Curry    | 2129       |
| Oddane rzuty za 3 punkty       | Stephen Curry    | 4119       |
| Skuteczność rzutów za 3 punkty | Anthony Morrow   | 46         |
| Celne rzuty wolne              | Paul Arizin      | 5010       |
| Oddane rzuty wolne             | Paul Arizin      | 6189       |
| Skuteczność rzutów wolnych     | Stephen Curry    | 90,4       |
| Średnia punktów                | Wilt Chamberlain | 41,5       |
| Średnia zbiórek                | Wilt Chamberlain | 25,1       |
| Średnia asyst                  | Tim Hardaway     | 9,3        |
| Średnia przechwytów            | Rick Barry       | 2,3        |
| Średnia bloków                 | Manute Bol       | 3,7        |

## Sukcesy
| Tytuł              | Liczba | Rok |
| ------------------ | ------ | --- |
| Mistrz NBA         | 7      | 1947, 1956, 1975, 2015, 2017, 2018, 2022 |
| Mistrz Konferencji | 12     | 1947, 1948, 1956, 1964, 1967, 1975, 2015, 2016, 2017, 2018, 2019, 2022 |
| Mistrz dywizji     | 7      | 1975, 1976, 2015, 2016, 2017, 2018, 2019 |
| Występy w play-off | 37     | 1947, 1948, 1949, 1950, 1951, 1952, 1956, 1957, 1958, 1960, 1961, 1962, 1964, 1967, 1968, 1969, 1971, 1972, 1973, 1975, 1976, 1977, 1987, 1989, 1991, 1992, 1994, 2007, 2013, 2014, 2015, 2016, 2017, 2018, 2019, 2022, 2023 |
| Występy w play-in  | 1      | 2021 |

## Poszczególne sezony
Na podstawie:. Stan na koniec sezonu 2022/23
| Sezon                  | Liga | Konferencja | Poz. w konf. | Dywizja | Poz. w dyw. | Sezon regularny | Sezon regularny | Występy w play-off |
| Sezon                  | Liga | Konferencja | Poz. w konf. | Dywizja | Poz. w dyw. | Wyg.            | Por.            | Występy w play-off |
| ---------------------- | ---- | ----------- | ------------ | ------- | ----------- | --------------- | --------------- | --- |
| Philadelphia Warriors  |      |             |              |         |             |                 |                 | |
| 1946/47                | NBA  | Wschodnia   | 2            | –       | –           | 35              | 25              | Wygrana w pół. Konf. z Saint Louis Bombers (2-1) Wygrana w finale Konf. z New York Knicks (2-0) Wygrana w finale NBA z Chicago Stags (4-1)                                                             |
| 1947/48                | NBA  | Wschodnia   | 1            | –       | –           | 27              | 21              | Wygrana w finale Konf. z Saint Louis Bombers (4-3) Porażka w finale NBA z Baltimore Bullets (2-4) |
| 1948/49                | NBA  | Wschodnia   | 4            | –       | –           | 28              | 32              | Porażka w pół. Konf. z Washington Capitols (0-2) |
| 1949/50                | NBA  | Wschodnia   | 4            | –       | –           | 26              | 42              | Porażka w pół. Konf. z Syracuse Nationals (0-2) |
| 1950/51                | NBA  | Wschodnia   | 1            | –       | –           | 40              | 26              | Porażka w pół. Konf. z Syracuse Nationals (0-2) |
| 1951/52                | NBA  | Wschodnia   | 4            | –       | –           | 33              | 33              | Porażka w pół. Konf. z Syracuse Nationals (1-2) |
| 1952/53                | NBA  | Wschodnia   | 5            | –       | –           | 12              | 57              | |
| 1953/54                | NBA  | Wschodnia   | 4            | –       | –           | 29              | 43              | |
| 1954/55                | NBA  | Wschodnia   | 4            | –       | –           | 33              | 39              | |
| 1955/56                | NBA  | Wschodnia   | 1            | –       | –           | 45              | 27              | Wygrana w finale Konf. z Syracuse Nationals (3-2) Wygrana w finale NBA z Fort Wayne Pistons (4-1) |
| 1956/57                | NBA  | Wschodnia   | 3            | –       | –           | 37              | 35              | Porażka w pół. Konf. z Syracuse Nationals (0-2) |
| 1957/58                | NBA  | Wschodnia   | 3            | –       | –           | 37              | 35              | Wygrana w pół. Konf. z Syracuse Nationals (2-1) Porażka w finale Konf. z Boston Celtics (1-4) |
| 1958/59                | NBA  | Wschodnia   | 4            | –       | –           | 32              | 40              | |
| 1959/60                | NBA  | Wschodnia   | 2            | –       | –           | 49              | 26              | Wygrana w pół. Konf. z Syracuse Nationals (2-1) Porażka w finale Konf. z Boston Celtics (2-4) |
| 1960/61                | NBA  | Wschodnia   | 2            | –       | –           | 46              | 33              | Porażka w pół. Konf. z Syracuse Nationals (0-3) |
| 1961/62                | NBA  | Wschodnia   | 2            | –       | –           | 49              | 31              | Wygrana w pół. Konf. z Syracuse Nationals (3-2) Porażka w finale Kon. z Boston Celtics (3-4) |
| San Francisco Warriors |      |             |              |         |             |                 |                 | |
| 1962/63                | NBA  | Zachodnia   | 4            | –       | –           | 31              | 49              | |
| 1963/64                | NBA  | Zachodnia   | 1            | –       | –           | 48              | 32              | Wygrana w finale Konf. z Saint Louis Hawks (4-3) Porażka w finale NBA z Boston Celtics (1-4) |
| 1964/65                | NBA  | Zachodnia   | 5            | –       | –           | 17              | 63              | |
| 1965/66                | NBA  | Zachodnia   | 4            | –       | –           | 35              | 45              | |
| 1966/67                | NBA  | Zachodnia   | 1            | –       | –           | 44              | 37              | Wygrana w pół. Konf. z Los Angeles Lakers (3-0) Wygrana w finale Konf. z Saint Louis Hawks (4-2) Porażka w finale NBA z Philadelphia 76ers (2-4)                                                       |
| 1967/68                | NBA  | Zachodnia   | 3            | –       | –           | 43              | 39              | Wygrana w pół. Konf. z Saint Louis Hawks (4-2) Porażka w finale Konf. z Los Angeles Lakers (0-4) |
| 1968/69                | NBA  | Zachodnia   | 3            | –       | –           | 41              | 41              | Porażka w pół. Konf. z Los Angeles Lakers (2-4) |
| 1969/70                | NBA  | Zachodnia   | 6            | –       | –           | 30              | 52              | |
| 1970/71                | NBA  | Zachodnia   | 2            | Pacific | 2           | 41              | 41              | Porażka w pół. Konf. z Milwaukee Bucks (1-4) |
| Golden State Warriors  |      |             |              |         |             |                 |                 | |
| 1971/72                | NBA  | Zachodnia   | 4            | Pacific | 2           | 51              | 31              | Porażka w pół. Konf. z Milwaukee Bucks (1-4) |
| 1972/73                | NBA  | Zachodnia   | 4            | Pacific | 2           | 47              | 35              | Wygrana w pół. Konf. z Milwaukee Bucks (4-2) Porażka w finale Konf. z Los Angeles Lakers (1-4) |
| 1973/74                | NBA  | Zachodnia   | 5            | Pacific | 2           | 44              | 38              | |
| 1974/75                | NBA  | Zachodnia   | 1            | Pacific | 1           | 48              | 34              | Wygrana w pół. Konf. z Seattle SuperSonics (4-2) Wygrana w finale Konf. z Chicago Bulls (4-3) Wygrana w finale NBA z Washington Bullets (4-0)                                                          |
| 1975/76                | NBA  | Zachodnia   | 1            | Pacific | 1           | 59              | 23              | Wygrana w pół. Konf. z Detroit Pistons (4-2) Porażka w finale Konf. z Phoenix Suns (3-4) |
| 1976/77                | NBA  | Zachodnia   | 4            | Pacific | 3           | 46              | 36              | Wygrana w 1. rundzie z Detroit Pistons (2-1) Porażka w pół. Konf. z Los Angeles Lakers (3-4) |
| 1977/78                | NBA  | Zachodnia   | 7            | Pacific | 5           | 43              | 39              | |
| 1978/79                | NBA  | Zachodnia   | 8            | Pacific | 6           | 38              | 44              | |
| 1979/80                | NBA  | Zachodnia   | 10           | Pacific | 6           | 24              | 58              | |
| 1980/81                | NBA  | Zachodnia   | 7            | Pacific | 4           | 39              | 43              | |
| 1981/82                | NBA  | Zachodnia   | 7            | Pacific | 4           | 45              | 37              | |
| 1982/83                | NBA  | Zachodnia   | 9            | Pacific | 5           | 30              | 52              | |
| 1983/84                | NBA  | Zachodnia   | 9            | Pacific | 5           | 37              | 45              | |
| 1984/85                | NBA  | Zachodnia   | 12           | Pacific | 6           | 22              | 60              | |
| 1985/86                | NBA  | Zachodnia   | 12           | Pacific | 6           | 30              | 52              | |
| 1986/87                | NBA  | Zachodnia   | 5            | Pacific | 3           | 42              | 40              | Wygrana w 1. rundzie z Utah Jazz (3-2) Porażka w pół. Konf. z Los Angeles Lakers (1-4) |
| 1987/88                | NBA  | Zachodnia   | 11           | Pacific | 5           | 20              | 62              | |
| 1988/89                | NBA  | Zachodnia   | 7            | Pacific | 4           | 43              | 39              | Wygrana w 1. rundzie z Utah Jazz (3-0) Porażka w pół. Konf. z Phoenix Suns (1-4) |
| 1989/90                | NBA  | Zachodnia   | 10           | Pacific | 5           | 37              | 45              | |
| 1990/91                | NBA  | Zachodnia   | 7            | Pacific | 4           | 44              | 38              | Wygrana w 1. rundzie z San Antonio Spurs (3-1) Porażka w pół. Konf. z Los Angeles Lakers (1-4) |
| 1991/92                | NBA  | Zachodnia   | 3            | Pacific | 2           | 55              | 27              | Porażka w 1. rundzie z Seattle SuperSonics (1-3) |
| 1992/93                | NBA  | Zachodnia   | 10           | Pacific | 6           | 34              | 48              | |
| 1993/94                | NBA  | Zachodnia   | 6            | Pacific | 3           | 50              | 32              | Porażka w 1. rundzie z Phoenix Suns (0-3) |
| 1994/95                | NBA  | Zachodnia   | 11           | Pacific | 6           | 26              | 56              | |
| 1995/96                | NBA  | Zachodnia   | 9            | Pacific | 6           | 36              | 46              | |
| 1996/97                | NBA  | Zachodnia   | 10           | Pacific | 7           | 30              | 52              | |
| 1997/98                | NBA  | Zachodnia   | 10           | Pacific | 6           | 19              | 63              | |
| 1998/99                | NBA  | Zachodnia   | 11           | Pacific | 6           | 21              | 29              | |
| 1999/00                | NBA  | Zachodnia   | 10           | Pacific | 6           | 19              | 63              | |
| 2000/01                | NBA  | Zachodnia   | 14           | Pacific | 7           | 17              | 65              | |
| 2001/02                | NBA  | Zachodnia   | 14           | Pacific | 7           | 21              | 61              | |
| 2002/03                | NBA  | Zachodnia   | 11           | Pacific | 6           | 38              | 44              | |
| 2003/04                | NBA  | Zachodnia   | 12           | Pacific | 5           | 37              | 45              | |
| 2004/05                | NBA  | Zachodnia   | 12           | Pacific | 5           | 34              | 48              | |
| 2005/06                | NBA  | Zachodnia   | 12           | Pacific | 5           | 34              | 48              | |
| 2006/07                | NBA  | Zachodnia   | 8            | Pacific | 3           | 42              | 40              | Wygrana w 1. rundzie z Dallas Mavericks (4-2) Porażka w pół. Konf. z Utah Jazz (1-4) |
| 2007/08                | NBA  | Zachodnia   | 9            | Pacific | 3           | 48              | 34              | |
| 2008/09                | NBA  | Zachodnia   | 10           | Pacific | 3           | 29              | 53              | |
| 2009/10                | NBA  | Zachodnia   | 13           | Pacific | 4           | 26              | 56              | |
| 2010/11                | NBA  | Zachodnia   | 12           | Pacific | 3           | 36              | 46              | |
| 2011/12                | NBA  | Zachodnia   | 13           | Pacific | 4           | 23              | 43              | |
| 2012/13                | NBA  | Zachodnia   | 6            | Pacific | 2           | 47              | 35              | Wygrana w 1. rundzie z Denver Nuggets (4-2) Porażka w pół. Konf. z San Antonio Spurs (2-4) |
| 2013/14                | NBA  | Zachodnia   | 6            | Pacific | 2           | 51              | 31              | Porażka w 1. rundzie z Los Angeles Clippers (3-4) |
| 2014/15                | NBA  | Zachodnia   | 1            | Pacific | 1           | 67              | 15              | Wygrana w 1. rundzie z New Orleans Pelicans (4-0) Wygrana w pół. Konf. z Memphis Grizzlies (4-2) Wygrana w finale Konf. z Houston Rockets (4-1) Wygrana w finale NBA z Cleveland Cavaliers (4-2)       |
| 2015/16                | NBA  | Zachodnia   | 1            | Pacific | 1           | 73              | 9               | Wygrana w 1. rundzie z Houston Rockets (4-1) Wygrana w pół. Konf. z Portland Trail Blazers (4-1) Wygrana w finale Konf. z Oklahoma City Thunder (4-3) Porażka w finale NBA z Cleveland Cavaliers (3-4) |
| 2016/17                | NBA  | Zachodnia   | 1            | Pacific | 1           | 67              | 15              | Wygrana w 1. rundzie z Portland Trail Blazers (4-0) Wygrana w pół. Konf. z Utah Jazz (4-0) Wygrana w finale Konf. z San Antonio Spurs (4-0) Wygrana w finale NBA z Cleveland Cavaliers (4-1)           |
| 2017/18                | NBA  | Zachodnia   | 2            | Pacific | 1           | 58              | 24              | Wygrana w 1. rundzie z San Antonio Spurs (4-1) Wygrana w pół. Konf. z New Orleans Pelicans (4-1) Wygrana w finale Konf. z Houston Rockets (4-3) Wygrana w finale NBA z Cleveland Cavaliers (4-0)       |
| 2018/19                | NBA  | Zachodnia   | 1            | Pacific | 1           | 57              | 25              | Wygrana w 1. rundzie z Los Angeles Clippers (4-2) Wygrana w pół. Konf. z Houston Rockets (4-2) Wygrana w finale Konf. z Portland Trail Blazers (4-0) Porażka w finale NBA z Toronto Raptors (2-4)      |
| 2019/20                | NBA  | Zachodnia   | 15           | Pacific | 5           | 15              | 50              | |
| 2020/21                | NBA  | Zachodnia   | 8 / 10       | Pacific | 4           | 39              | 33              | |
| 2021/22                | NBA  | Zachodnia   | 3            | Pacific | 2           | 53              | 29              | Wygrana w 1. rundzie z Denver Nuggets (4-1) Wygrana w pół. Konf. z Memphis Grizzlies (4-2) Wygrana w finale Konf. z Dallas Mavericks (4-1) Wygrana w finale NBA z Boston Celtics (4-2)                 |
| 2022/23                | NBA  | Zachodnia   | 4            | Pacific | 6           | 44              | 38              | Wygrana w 1. rundzie z Sacramento Kings (4-3) Porażka w pół. Konf. z Los Angeles Lakers (2-4) |